# Diócesis de Sinop
La diócesis de Sinop (en latín: Dioecesis Sinopen(sis) y en portugués: Diocese de Sinop) es una circunscripción eclesiástica latina de la Iglesia católica en Brasil, sufragánea de la arquidiócesis de Cuiabá. La diócesis tiene al obispo Canísio Klaus como su ordinario desde el 20 de enero de 2016. 

## Territorio y organización
La diócesis tiene 191 031 km² y extiende su jurisdicción sobre los fieles católicos de rito latino residentes en 28 municipios del estado de Mato Grosso: Alta Floresta, Apiacás, Carlinda, Cláudia, Colíder, Feliz Natal, Guarantã do Norte, Itaúba, Juara, Marcelândia, Matupá, Nova Bandeirantes, Nova Canaã do Norte, Nova Monte Verde, Nova Guarita, Novo Mundo, Paranaíta, Peixoto de Azevedo, Porto dos Gaúchos, Nova Ubiratã, Santa Carmem, Nova Santa Helena, Sinop, Sorriso, Tabaporã, Terra Nova do Norte, União do Sul, Vera.
La sede de la diócesis se encuentra en la ciudad de Sinop, en donde se halla la Catedral del Sagrado Corazón de Jesús.
En 2020 en la diócesis existían 34 parroquias agrupadas en 6 foranías: Sinop, Vera, Juara, Colíder, Peixoto de Azevedo y Alta Floresta.

## Historia
La diócesis fue erigida el 6 de febrero de 1982 con la bula Quo aptius spirituali del papa Juan Pablo II, obteniendo el territorio de la diócesis de Diamantino.
El 23 de diciembre de 1997 cedió una parte de su territorio para la erección de la prelatura territorial de Paranatinga (hoy diócesis de Primavera do Leste-Paranatinga) mediante la bula Ecclesia sancta del papa Juan Pablo II.
El 9 de septiembre de 2007 se consagró la nueva catedral, dedicada al Sagrado Corazón de Jesús.

## Estadísticas
De acuerdo al Anuario Pontificio 2021 la diócesis tenía a fines de 2020 un total de 560 600 fieles bautizados.
| Año                                                                             | Población            | Población | Población      | Sacerdotes | Sacerdotes    | Sacerdotes    | Bautizados por sacerdote | Diáconos permanentes | Religiosos | Religiosos | Parroquias |
| Año                                                                             | Bautizados católicos | Total     | % de católicos | Total      | Clero secular | Clero regular | Bautizados por sacerdote | Diáconos permanentes | Varones    | Mujeres    | Parroquias |
| ------------------------------------------------------------------------------- | -------------------- | --------- | -------------- | ---------- | ------------- | ------------- | ------------------------ | -------------------- | ---------- | ---------- | ---------- |
| 1990                                                                            | 516 000              | 636 000   | 81.1           | 39         | 11            | 28            | 13 230                   |                      | 32         | 58         | 59         |
| 1999                                                                            | 480 000              | 515 000   | 93.2           | 41         | 18            | 23            | 11 707                   |                      | 25         | 56         | 24         |
| 2000                                                                            | 480 000              | 515 000   | 93.2           | 36         | 12            | 24            | 13 333                   |                      | 25         | 53         | 25         |
| 2001                                                                            | 450 000              | 506 000   | 88.9           | 34         | 11            | 23            | 13 235                   |                      | 24         | 52         | 27         |
| 2002                                                                            | 450 000              | 505 000   | 89.1           | 35         | 12            | 23            | 12 857                   |                      | 23         | 53         | 27         |
| 2003                                                                            | 390 000              | 480 000   | 81.3           | 38         | 12            | 26            | 10 263                   |                      | 28         | 52         | 27         |
| 2004                                                                            | 473 000              | 530 000   | 89.2           | 45         | 19            | 26            | 10 511                   |                      | 34         | 50         | 27         |
| 2010                                                                            | 509 000              | 620 000   | 82.1           | 51         | 25            | 26            | 9980                     | 2                    | 37         | 49         | 34         |
| 2014                                                                            | 534 000              | 650 000   | 82.2           | 52         | 24            | 28            | 10 269                   | 2                    | 32         | 37         | 33         |
| 2017                                                                            | 547 700              | 666 700   | 82.2           | 53         | 25            | 28            | 10 333                   | 2                    | 36         | 25         | 33         |
| 2020                                                                            | 560 600              | 682 300   | 82.2           | 60         | 34            | 26            | 9343                     | 6                    | 28         | 27         | 34         |
| Fuente: Catholic-Hierarchy, que a su vez toma los datos del Anuario Pontificio. |                      |           |                |            |               |               |                          |                      |            |            |            |

## Episcopologio
- Henrique Froehlich, S.I. † (25 de marzo de 1982-22 de marzo de 1995 retirado)
- Gentil Delázari (22 de marzo de 1995 por sucesión-20 de enero de 2016 retirado)
- Canísio Klaus, desde el 20 de enero de 2016